# Caravaggisti
Caravaggisti so bili slogovni privrženci italijanskega baročnega slikarja Caravaggia iz poznega 16. stoletja. Njegov vpliv na novi baročni slog, ki je na koncu izšel iz manierizma, je bil močan. Caravaggio ni nikoli ustanovil delavnice kot večina drugih slikarjev, zato ni imel šole, ki bi širila njegove tehnike. Prav tako ni nikoli izpostavil svojega temeljnega filozofskega pristopa k umetnosti, psihološkega realizma, ki ga je mogoče razbrati le iz njegovih ohranjenih del. Toda to je mogoče neposredno ali posredno videti pri delu Rubensa, Jusepeja de Ribere, Berninija in Rembrandta. Medtem ko je bil za življenja zelo priznan, je bil Caravaggio skoraj takoj po smrti pozabljen. Številne njegove slike so bile pripisane njegovim privržencem, na primer Prijetje Jezusa, ki je bila do leta 1990 pripisana nizozemskemu slikarju Gerritu van Honthorstu. Šele v 20. stoletju je bil ponovno odkrit njegov pomen za razvoj zahodne umetnosti. V 1920-ih ga je italijanski akademik in umetnostni zgodovinar Roberto Longhi znova postavil v evropsko tradicijo: »Ribera, Vermeer, La Tour in Rembrandt brez njega ne bi mogli nikoli obstajati. In umetnost Delacroixa, Courbeta in Maneta bi bila povsem drugačna«. Vplivni amerški umetnostni zgodovinar Bernard Berenson je izjavil: »Z izjemo Michelangela noben drug italijanski slikar ni imel tako velikega vpliva«.

## Italija

### Rim
Na vrhuncu priljubljenosti v Rimu v poznih 1590-ih in zgodnjih 1600-ih je Caravaggiov dramatični novi slog vplival na številne njegove vrstnike v rimskem umetniškem svetu. Med prvimi caravaggisti so bili Mario Minniti, Giovanni Baglione (čeprav je bila njegova caravaggistična faza kratkotrajna), Leonello Spada in Orazio Gentileschi. V naslednji generaciji so bili Carlo Saraceni, Bartolomeo Manfredi in Orazio Borgianni, pa tudi anonimni mojstri, kot je Mojster kockarjev. Kljub temu da je bil Gentileschi precej starejši, je bil edini od teh umetnikov, ki je živel precej dlje od leta 1620 in končal kot dvorni slikar Karla I. Njegova hči Artemisia Gentileschi je bila prav tako blizu Caravaggiu in ena najbolj nadarjenih v gibanju, vključno z delom Judita ubija Holoferna. Vendar v Rimu in Italiji ni prevladal vpliv Caravaggio, ampak vpliv Annibala Carraccija, ki je mešal elemente visoke renesanse in langobardskega realizma, in je na koncu prevladal. Med drugimi umetniki, ki so delovali v Rimu, je vredno omeniti Angela Carosellija, Pier Francesca Mola, Tommasa Salinija in Francesca Buonerija. Giacinto Brandi je bil dejaven predvsem v Rimu in Neaplju. Nizozemski slikar David de Haen je v Rimu deloval med letoma 1615 in 1622.
- Borgianni - Kristus med učenjaki
- Gentileschi - Avtoportret kot igralka na lutnjo,1615-1617
- Baglione - Božanski Rros premaga zemeljski Eros
- Saraceni - Judita z glavo Holoferna, 1610–1615

### Neapelj
Maja 1606 je po umoru Ranuccia Tomassonija je Caravaggio s smrtno obsodbo na glavi pobegnil v Neapelj. Tam je izdelal več naročil, dve glavni sta bili  Roženvenska Mati Božja in Sedem del usmiljenja. Njegovo delo je močno vplivalo na lokalne umetnike in njegovo kratko bivanje v Neaplju je ustvarilo opazno šolo neapeljskih caravaggistov, med katerimi so bili Battistello Caracciolo, Bernardo Cavallino, Carlo Sellitto, Massimo Stanzione, Francesco Guarino, Mattia Preti, Andrea Vaccaro, Cesare Fracanzano in Antonio de Bellis. Giacinto Brandi je bil dejaven predvsem v Rimu in Neaplju. Tamkajšnje gibanje caravaggistov se je končalo s strašnim izbruhom kuge leta 1656, toda takrat je bil Neapelj v posesti Španije in vpliv caravaggizma se je tja že razširil.
- Caracciolo - Dva mladostnika z grozdjem , 1605–1610
- Cavallino - Herkul in Omfale,  ok. 1640
- Sellitto - Salome z glavo Janeza Krstnika
- Stanzione - Judita z glavo Holoferna, c. 1640
- Mattia Preti - Mati, ki je svoje sinove zaupala Kristusu , c. 1635-36
- Cesare Fracanzano - Pijani Silen, c. 1630-35

### Severna Italija
Znano je, da je bil Marco Antonio Bassetti v Rimu leta 1616 in je tja morda prispel dve leti prej. V Rimu je prišel pod vpliv slik Caravaggia in Orazija Borgiannija. Po vrnitvi v Verono je naslikal sv. Petra in svetnike za cerkev San Tomaso in Marijino kronanje za Sant 'Anastazijo. Umrl je zaradi kuge v Veroni leta 1630.
Bernardo Strozzi, rojen in večinoma dejaven v Genovi in kasneje v Benetkah, velja za glavnega utemeljitelja beneškega baročnega sloga. V 1620-ih je Strozzi postopoma opustil svoj zgodnji manieristični slog v korist bolj osebnega sloga, za katerega je značilen nov naturalizem, ki izhaja iz dela Caravaggia in njegovih privržencev. Caravaggistični slog slikanja je v Genovo prinesel tako Domenico Fiasella po vrnitvi iz Rima v letih 1617–18 kot sledilci Caravaggia, ki so preživeli čas v mestu.
Italijanski slikar Biagio Manzoni je deloval v Faenzi. Italijanski slikar iz Reggia Emilije Bartolomeo Schedoni, Daniele Crespi iz Milana in Luca Cambiasi, znan tudi kot Luca Cambiaso in Luca Cangiagio, vodilni umetnik v Genovi v 16. stoletju, so pogosto upodabljali sijajno osvetljene figure, postavljene na temno ozadje. Felice Boselli, aktiven na Piacenzi, je za svoja tihožitja uporabil kontrastno caravaggistično osvetlitev. Tanzio da Varallo (ali preprosto il Tanzio) je bil dejaven predvsem v Lombardiji in Piemontu, vključno z Sacro Monte v Varallo Sesia, kjer je sočasno sodeloval s Pierom Francescom Mazzucchellijem (il Morazzone). Italijanski slikar in graver Bernardino Mei je delal v rodni Sieni in v Rimu, pokroviteljstvo pa je našel predvsem v družini Chigi.

### Centralna Italija
Pietro Ricchi (ali il Lucchesino), rojen v Lucci, je pogosto upodabljal tudi sijajno osvetljene figure, postavljene na temno ozadje.

### Sicilija
Mario Minniti je bil italijanski umetnik, ki je na Siciliji deloval po letu 1606. Pri 16 letih je celo poziral za Caravaggiovo sliko Deček s košaro sadja.

## Flandrija
Rubens je bil verjetno eden prvih flamskih umetnikov, na katerega je vplival Caravaggio. V obdobju 1600-1608 je Rubens prebival v Italiji. Naselil se je v Mantovi na dvoru vojvode Vincenza I. Gonzage, preživel pa je tudi čas v Rimu. Med bivanjem v Rimu leta 1601 se je seznanil z delom Caravaggia. Kasneje je naredil kopijo Caravagiovega Polaganje Kristusa v grob in priporočil svojemu zavetniku, vojvodi Mantove, da kupi Marijina smrt (Louvre). Rubens je po vrnitvi v Antwerpen prispeval k pridobitvi Caravagiove slike Roženvenska Mati Božja (Umetnostnozgodovinski muzej, Dunaj) za cerkev sv. Pavla v Antwerpnu. Med bivanjem v Italiji je Rubens razširil zanimanje za Caravaggiova dela tako, da je leta 1606 vključil sliko Večerjo v Emausu v Milanu (Pinakoteka Brera) in Klicanje sv. Mateja. Čeprav se nekaj tega zanimanja za Caravaggia odraža v njegovih risbah med njegovim bivanjem v Italiji, šele po vrnitvi v Antwerpen leta 1608 njegova dela odkrito kažejo caravaggistične lastnosti, kot na primer Kajn ubije Abla (1608-1609) (Inštitut Courtauld Umetnost). Vendar je bil vpliv Caravaggia na Rubensovo delo manj pomemben kot vpliv Rafaela, Correggia, Baroccija in Benečanov. Umetniki, na katere je vplival Rubens, kot so Pieter van Mol, Gaspar de Crayer in Willem Jacob Herreyns, so tudi uporabili določen močan realizem in močne kontraste svetlobe in sence, skupne slogu caravaggistov.
Rubensov sodobnik Abraham Janssens je bil tudi flamski slikar, ki je potoval v Italijo (od 1597 do 1602), kjer se je seznanil z delom Caravaggia. Njegovo delo po vrnitvi v Antwerpen kaže vpliv Caravaggia. Kompozicija Scaldis in Antwerpia iz leta 1609 svojo izrazno moč izhaja iz uporabe močnih kontrastov svetlobe in sence (chiaroscúro), kot jo je uvedel Caravaggio.
Caravaggio je najbolj vplival na flamske umetnike iz generacije po Rubensu, ki je na umetniško sceno prišla v 1620-ih. Lahko celo rečemo, da je v Flandriji od približno 1620 do 1640 vladala caravaggistična norost. Umetnike pogosto imenujejo Gent Caravaggisti in Antwerpen Caravaggisti po mestu, v katerem so bili v glavnem dejavni. Vendar pa med tema dvema gibanjema razen posameznih ni nobene zaznavne slogovne razlike. Med gentskimi caravaggisti lahko naštejemo Jana Janssensa, Melchiorja de la Marsa in Antoona van den Heuvela. Seznam Antwerpenskih Caravaggistov bistveno dlje odraža pomen tega mesta kot izjemnega umetniškega središča Flandrije. Med njimi so Theodoor Rombouts, Gerard Seghers, Jan Cossiers, Adam de Coster, Jacques de l'Ange in Jan van Dalen. Jacob van Oost je v Bruggeu naslikal žanrske in zgodovinske slike, ki prikazujejo vpliv dela Caravaggia in Manfredija, katerih delo je študiral v Rimu. Nekateri flamski caravaggisti so zapustili domovino in šli v Italijo, kjer so bili pod vplivom del Caravaggia in njegovih privržencev in se niso nikoli vrnili domov. To je primer Louisa Finsona iz Bruggea, ki je po bivanju v Neaplju in Rimu večino svoje kariere preživel v Franciji. Drug primer izseljenega flamskega caravaggista je Hendrick de Somer iz Lokerena ali Lochristi, ki je večino svojega življenja in kariere preživel v Neaplju, kjer je slikal v caravsggističnem slogu, na katerega je vplival španski slikar Jusepe de Ribera.
Večini teh umetnikov je skupno to, da so verjetno obiskali Italijo, kjer so imeli neposreden stik z delom Caravaggia ali njegovih italijanskih in nizozemskih privržencev. Vpliv Caravaggia in njegovih privržencev na njihovo delo je razviden iz uporabe dramatičnih svetlobnih učinkov in izraznih kretenj, pa tudi v novi temi, kot so kvartopirci, vedeževalci, zanikanje sv. Petra itd. Nekateri umetniki so se osredotočili na le nekatere vidike Caravaggiovega opusa. Na primer, Adam de Coster je bil imenovan Pictor Noctium (slikar noči) zaradi njegove naklonjenosti uporabi močne svetlobe in ponavljajočega se motiva polovičnih figur, osvetljenih s pokrito svečo.
Mnogi od teh umetnikov, kot so Rombouts, Cossiers in Seghers, so pozneje opustili svoje dosledno spoštovanje caravaggističnega sloga in vsebine ter pogosto pod vplivom starejše generacije flamskih umetnikov, ki so imeli tako prevladujoč vpliv na flamsko umetnost v različnih smereh. 17. stoletje, tj. Rubens in van Dyck.
- De Coster - Moški poje ob sveči, 1620
- Rombouts - Igralec lutnje, 1620
- Seghers - Zanikanje sv. Petra, ok. 1623
- Jan Janssens - Kronanje s trnjem, c. 1648-1650

## Nizozemska
V začetku 17. stoletja so nizozemski katoliški umetniki kot študenti potovali v Rim in nanje je močno vplivalo Caravaggiovo delo. Po vrnitvi na sever je ta skupina, znana kot Utrecht Caravaggisti, v 1620-ih doživela kratkotrajen, a vpliven razcvet med slikarji, kot so Hendrick ter Brugghen, Gerrit van Honthorst, Andries Both in Dirck van Baburen. Kratek razcvet Utrechtskega caravaggizma se je končal okoli leta 1630, ko so veliki umetniki bodisi umrli, kot v primeru Baburena in Terbrugghena, ali pa so spremenili slog, kot je Van Honthorstov prehod na portretiranje in zgodovinske prizore, o katerih so govorili flamski trendi, ki so jih popularizirali Rubens in njegovi sledilci. V naslednji generaciji so učinki Caravaggia, čeprav oslabljeni, vidni v delu 'nišnih slik' Vermeerja, Rembrandta in Gerrit Douja.
Nizozemski slikar David de Haen je deloval v Rimu med letoma 1615 in 1622. Omeniti velja še enega umetnika Paulusa Bora, ki je sprva slikal precej zgodovine, podobne caravaggistom, vendar je njegova dela hitro zaznamoval klasicizem, povezan z meščanom van Campenom. Abraham Lambertsz van den Tempel je vreden omembe zaradi svojega realizma in kontrastne osvetlitve. V Amsterdamu je deloval flamsko rojeni slikar Frans Badens.
- Van Baburen - Kristus s trnovo krono, 1623
- Van Bijlert - Koncert, 1630-1635
- Van Honthorst - Vesela družba, 1623
- Ter Brugghen – Duet, 1628

## Francija
Eden prvih francoskih umetnikov, ki je v obdobju Caravaggia študiral v Rimu, je bil Jean LeClerc, ki je v začetku 17. stoletja študiral pri Saraceniju. Simon Vouet je od 1613 do 1627 preživel veliko časa v Italiji. Med njegovimi pokrovitelji so bili družina Barberini, Cassiano dal Pozzo, Paolo Giordano Orsini in Vincenzo Giustiniani. Obiskal je tudi druge predele Italije: Benetke; Bologno, (kjer je imela akademijo družina Carracci); Genovo, (kjer je od 1620 do 1622 delal za Dorijske kneze); in Neaplju. Vtisnil je to, kar je videl in izražal na svojih slikah: dramatična osvetlitev Caravaggia, italijanski manirizem, Paola Veroneseja barve in di sotto in su ali perspektivno skrajšanje in umetnost Carraccija, Guercina, Lanfranca in Guido Renija. Vouetov uspeh v Rimu je pripeljal do njegove izvolitve za predsednika Accademia di San Luca leta 1624. Kljub uspehu v Rimu se je Vouet leta 1627 vrnil v Francijo. Vouetov novi slog je bil izrazito italijanski in je v Francijo uvozil italijanski baročni slog. Drugi francoski umetniki, navdušeni nad novim slogom, so bili Valentin de Boulogne, ki je živel v Rimu do leta 1620 in je študiral pri Vouetu in kasneje bolognškem učencu Nicolasu Tournierju.
Georges de La Tour naj bi že v začetku svoje kariere potoval v Italijo ali na Nizozemsko. Njegove slike odražajo vpliv Caravaggia, vendar ga je to verjetno doseglo prek nizozemskih caravaggistov in drugih severnih (francoskih in nizozemskih) sodobnikov. La Tour se pogosto primerja z Nizozemcem Hendrickom Terbrugghenom. Louis Finson, znan tudi kot Ludovicus Finsonius, je bil flamski baročni slikar, ki je tudi deloval v Franciji.
- Bigot – Sveti Hieronim
- Boulogne – Prevara, 1618–1620
- La Tour – Vedeževalka, 1630
- Vouet –  Vedeževalka , 1617
- de Boulogne – Igralec na lutnjo, 1626

## Španija
Francisco Ribalta je postal med prvimi sledilci tenebrističnega sloga v Španiji. Ni jasno ali je neposredno obiskal bodisi Rim bodisi Neapelj, kjer je imel Caravaggiov slog veliko privržencev, čeprav je bila Španija prek svoje neapeljske povezave verjetno že izpostavljena caravaggizmu v začetku 17. stoletja. Njegov sin Juan Ribalta, Vicente Castelló in Jusepe de Ribera naj bi bili njegovi učenci, čeprav je povsem mogoče, da si je Ribera pridobil svoj tenebrizem, ko se je preselil v Italijo. Slog je zbral številne pripadnike Španije in naj bi vplival na baročne ali slikarje španske zlate dobe, zlasti Zurbarána, Velázqueza in Murilla. Tudi umetnost tihožitja v Španiji je bil bodegón pogosto naslikan v podobnem ostrem in strogem slogu. Orazio Borgianni je podpisal peticijo za ustanovitev italijanske slikarske akademije v Španiji in izvedel serijo devetih slik za Convento de Portacoeli v Valladolidu, kjer ostajajo. Giovanni Battista Crescenzi je bil italijanski slikar in arhitekt zgodnjebaročnega obdobja, aktiven v Rimu in Španiji, kjer je pomagal okrasiti panteon španskih kraljev v El Escorialu. Kot umetnik se je uveljavil v času vladavine papeža Pavla V., vendar se je do leta 1617 preselil v Madrid, od leta 1620 pa je bil aktiven v El Escorialu. Filip III. Španski mu je podelil naziv Marchese de la Torre, vitez Santiaga. Njegov učenec Bartolomeo Cavarozzi je bil dejaven v Španiji.
- Ribalta -  Kristus s križem , 1612
- Ribera - Sveti Hieronim bere, 1630
- Velázquez - Starka peče jajca (Stara kuharica), 1618
- Zurbarán -  Sveti Frančišek moli, 1639